# Fanny Gaïda
Fanny Gaïda (Saint-Germain-en-Laye, 1961) è un'ex ballerina francese, prima ballerina del balletto dell'Opéra di Parigi dal 1993 al 2001.

## Biografia
Fanny Gaïda è nata a Saint-Germain-en-Laye e nel 1973 è stata ammessa alla scuola di danza dell'Opéra di Parigi. Cinque anni più tardi ha cominciato a danzare nel corps de ballet della compagnia e nei quindici anni successivi è stata promossa al rango di solista (1981), ballerina principale (1989) e infine danseuse étoile (1993).
Nei suoi quasi venticinque anni con la compagnia ha danzato molti dei maggiori ruoli femminili del repertorio, incluso parti da protagonista ne Il lago dei cigni, La Sylphide, La Bayadere, Giselle, L'histoire de Manon e Romeo e Giulietta.
Dopo l'addio alle scene nel 2001 si è dedicata all'insegnamento alla scuola di danza dell'Opéra di Parigi.